# Puchar Polski w piłce nożnej (1980/1981)
Puchar Polski w piłce nożnej mężczyzn w sezonie 1980/1981 – 27. edycja rozgrywek, mających na celu wyłonienie zdobywcy Pucharu Polski, który uzyska tym samym prawo gry w Pucharze Zdobywców Pucharów w sezonie 1981/82. Zwycięzcą rozgrywek została Legia Warszawa, dla której był to siódmy Puchar Polski w historii klubu. 
Mecz finałowy odbył się 24 czerwca 1981 na Stadionie Miejskim w Kaliszu.

## I runda
| Drużyna 1                     | Wynik          | Drużyna 2                    |
| ----------------------------- | -------------- | ---------------------------- |
| MKS Przasnysz                 | 1:0            | RKS II Ursus                 |
| Olimpia Zambrów               | 0:3            | Olimpia Elbląg               |
| Avia II Świdnik               | 0:1            | Błękitni Kielce              |
| Spartakus Daleszyce           | 1:3 pd.        | Stal Nowa Dęba               |
| Unia Hrubieszów               | 2:1            | Tarnovia Tarnów              |
| Pogoń Lubaczów                | 0:1            | Stal Rzeszów                 |
| Sandecja Nowy Sącz            | 1:2            | Garbarnia Kraków             |
| Tłoki Gorzyce                 | 1:3            | Stal Sanok                   |
| Chojnowianka Chojnów          | 1:2            | Gryf Gryfów Śląski           |
| Pogoń Oleśnica                | 0:1            | Ostrovia Ostrów Wielkopolski |
| Beskid II Andrychów           | 2:3            | Zagłębiak Dąbrowa Górnicza   |
| Polonia Łaziska Górne         | 5:0            | Raków II Częstochowa         |
| MRKS Gdańsk                   | 2:0            | Gwardia Koszalin             |
| Piast Nowa Ruda               | 3:0            | Polar Wrocław                |
| WKS Wieluń                    | 0:1            | Chemik Kędzierzyn-Koźle      |
| Lechia Tomaszów Mazowiecki    | 1:2            | Wigry Suwałki                |
| Carbo Gliwice                 | 2:0            | Beskid Andrychów             |
| Gryf Słupsk                   | 2:0            | Gedania Gdańsk               |
| Kabel II Kraków               | 2:1 pd.        | Wisłoka Dębica               |
| Odra II Opole                 | 1:1 pd. k. 3:4 | Skra Częstochowa             |
| Olimpia Warszawa              | 2:0            | Kolejarz Małaszewicze        |
| Pogoń II Szczecin             | 3:1            | Arka Nowa Sól                |
| Polonia Poznań                | 1:0            | Kania Gostyń                 |
| Start Radom                   | 1:4            | Chełmianka Chełm             |
| Wisła Płock                   | 1:0            | Jagiellonia Białystok        |
| Żyrardowianka Żyrardów        | 1:0            | Gwardia Olsztyn              |
| Noteć Czarnków                | 0:3            | Warta Poznań                 |
| Czarni Żagań                  | 1:0            | Błękitni Stargard            |
| Jagiellonka Nieszawa          | 0:3            | SKP Słupca                   |
| Stilon II Gorzów Wielkopolski | 0:3            | BKS Bydgoszcz                |
| Mławianka Mława               | 0:0 pd. k. 1:4 | Pomorzanin Toruń             |
| Sęp Żelechów                  | 2:1            | Widzew II Łódź               |

## II runda
| Drużyna 1                    | Wynik          | Drużyna 2                      |
| ---------------------------- | -------------- | ------------------------------ |
| MKS Przasnysz                | 0:0 pd. k. 3:4 | Bałtyk Gdynia                  |
| Unia Hrubieszów              | 0:2            | Avia Świdnik                   |
| Warta Poznań                 | 1:4            | Lechia Gdańsk                  |
| Gryf Słupsk                  | 1:2            | Pogoń Szczecin                 |
| Pogoń II Szczecin            | 0:2 pd.        | PKS Odra Wrocław               |
| Czarni Żagań                 | 0:0 pd. k. 3:4 | Stoczniowiec Gdańsk            |
| SKP Słupca                   | 0:1            | Stal Szczecin                  |
| BKS Bydgoszcz                | 0:2            | Olimpia Poznań                 |
| Polonia Poznań               | 2:1            | Stilon Gorzów Wielkopolski     |
| Wisła Płock                  | 1:0            | Polonez Warszawa               |
| Pomorzanin Toruń             | 0:2            | Włókniarz Pabianice            |
| Sęp Żelechów                 | 0:0 pd. k. 3:4 | Moto Jelcz Oława               |
| Olimpia Warszawa             | 0:4            | ROW Rybnik                     |
| Żyrardowianka Żyrardów       | 0:3            | Piast Gliwice                  |
| Olimpia Elbląg               | 0:1            | Zagłębie Wałbrzych             |
| Wigry Suwałki                | 4:2 pd.        | Górnik Wałbrzych               |
| Chełmianka Chełm             | 2:4            | Raków Częstochowa              |
| Błękitni Kielce              | 3:1            | Star Starachowice              |
| Stal Nowa Dęba               | 1:2            | Broń Radom                     |
| Stal Rzeszów                 | 4:1            | Hutnik Nowa Huta               |
| Garbarnia Kraków             | 1:3            | GKS Jastrzębie                 |
| Stal Sanok                   | 0:1 pd.        | Małapanew Ozimek               |
| Gryf Gryfów Śląski           | 0:0 pd. k. 4:5 | GKS Tychy                      |
| Ostrovia Ostrów Wielkopolski | 2:1            | Concordia Piotrków Trybunalski |
| Chemik Kędzierzyn-Koźle      | 1:0            | Radomiak Radom                 |
| Skra Częstochowa             | 0:4            | Cracovia                       |
| Carbo Gliwice                | 0:1            | Resovia                        |
| Zagłębiak Dąbrowa Górnicza   | 0:2            | Stal Stalowa Wola              |
| Polonia Łaziska Górne        | 0:2            | RKS Ursus                      |
| Piast Nowa Ruda              | 1:0            | Gwardia Warszawa               |
| Kabel II Kraków              | 1:2            | Motor Lublin                   |
| MRKS Gdańsk                  | 0:0 pd. k. 4:5 | Chemik Bydgoszcz               |

## III runda
| Drużyna 1                    | Wynik          | Drużyna 2           |
| ---------------------------- | -------------- | ------------------- |
| Wigry Suwałki                | 1:3            | RKS Ursus           |
| Polonia Poznań               | 0:2            | Zagłębie Wałbrzych  |
| Ostrovia Ostrów Wielkopolski | 1:3            | Cracovia            |
| Avia Świdnik                 | 0:1            | Motor Lublin        |
| Chemik Kędzierzyn-Koźle      | 0:3            | GKS Tychy           |
| Wisła Płock                  | 2:0            | Moto Jelcz Oława    |
| Małapanew Ozimek             | 2:3            | Resovia             |
| Raków Częstochowa            | 0:1            | Stal Stalowa Wola   |
| Włókniarz Pabianice          | 0:2            | Broń Radom          |
| Stal Szczecin                | 0:0 pd. k. 4:1 | Olimpia Poznań      |
| Stal Rzeszów                 | 4:2            | ROW Rybnik          |
| Piast Nowa Ruda              | 3:3 pd. k. 0:3 | Pogoń Szczecin      |
| Chemik Bydgoszcz             | 1:0            | Stoczniowiec Gdańsk |
| GKS Jastrzębie               | 0:1            | Piast Gliwice       |
| PKS Odra Wrocław             | 0:2            | Lechia Gdańsk       |
| Błękitni Kielce              | 2:2 pd. k. 5:4 | Bałtyk Gdynia       |

## 1/16 finału
Do rywalizacji dołączyły zespoły z I ligi.
| Drużyna 1          | Wynik          | Drużyna 2          |
| ------------------ | -------------- | ------------------ |
| Chemik Bydgoszcz   | 1:3            | Szombierki Bytom   |
| Zagłębie Wałbrzych | 2:0            | Górnik Zabrze      |
| RKS Ursus          | 2:1 pd.        | Zagłębie Sosnowiec |
| Stal Szczecin      | 0:1            | Śląsk Wrocław      |
| Resovia            | 1:0            | GKS Katowice       |
| Broń Radom         | 1:0            | Ruch Chorzów       |
| Piast Gliwice      | 0:1            | Odra Opole         |
| GKS Tychy          | 2:3 pd.        | Arka Gdynia        |
| Cracovia           | 0:1            | ŁKS Łódź           |
| Stal Stalowa Wola  | 1:0 pd.        | Wisła Kraków       |
| Wisła Płock        | 0:2            | Stal Mielec        |
| Lechia Gdańsk      | 0:0 pd. k. 3:1 | Zawisza Bydgoszcz  |
| Pogoń Szczecin     | 2:0            | Lech Poznań        |
| Błękitni Kielce    | 0:5            | Polonia Bytom      |
| Motor Lublin       | 1:2            | Legia Warszawa     |
| Stal Rzeszów       | 1:4            | Widzew Łódź        |

## 1/8 finału
| Drużyna 1         | Wynik   | Drużyna 2          |
| ----------------- | ------- | ------------------ |
| Stal Stalowa Wola | 0:3     | Legia Warszawa     |
| ŁKS Łódź          | 2:1     | Widzew Łódź        |
| Polonia Bytom     | 3:0     | Zagłębie Wałbrzych |
| Broń Radom        | 1:2 pd. | Pogoń Szczecin     |
| Lechia Gdańsk     | 0:2     | Szombierki Bytom   |
| Resovia           | 2:0     | RKS Ursus          |
| Stal Mielec       | 1:2     | Odra Opole         |
| Śląsk Wrocław     | 2:1     | Arka Gdynia        |

## Ćwierćfinały
| Drużyna 1      | Wynik | Drużyna 2        |
| -------------- | ----- | ---------------- |
| Resovia        | 3:2   | ŁKS Łódź         |
| Legia Warszawa | 2:0   | Śląsk Wrocław    |
| Polonia Bytom  | 0:4   | Odra Opole       |
| Pogoń Szczecin | 2:0   | Szombierki Bytom |

## Półfinały
| Drużyna 1      | Wynik | Drużyna 2      |
| -------------- | ----- | -------------- |
| Pogoń Szczecin | 1:0   | Resovia        |
| Odra Opole     | 0:2   | Legia Warszawa |

## Finał
| 24 czerwca 1981 17:00 | Legia Warszawa · Topolski 118' | 1:0 (Dogrywka)0:0Raport | Pogoń Szczecin | Stadion Miejski, Kalisz Widzów: 12 000 Sędzia: Alojzy Jarguz (Olsztyn) |
|                       |                                |                         |                |                                                                        |

| Legia Warszawa: |  |                      |              |     |
|                 |  |                      |              |     |
| BR              |  | Jacek Kazimierski    |              |     |
| OB              |  | Adam Topolski        |              |     |
| OB              |  | Paweł Janas          | Żółta kartka |     |
| OB              |  | Edward Załężny       |              | 91' |
| OB              |  | Ryszard Milewski     |              |     |
| PO              |  | Janusz Baran         |              |     |
| PO              |  | Stefan Majewski      |              |     |
| PO              |  | Henryk Miłoszewicz   |              |     |
| NA              |  | Marek Kusto          |              |     |
| NA              |  | Krzysztof Adamczyk   |              |     |
| NA              |  | Mirosław Okoński     |              |     |
| Zmiany:         |  |                      |              |     |
| OB              |  | Stanisław Sobczyński |              | 91' |
| Trener:         |  |                      |              |     |
| Ignacy Ordon    |  |                      |              |     |

| Pogoń Szczecin: |  |                     |  |     |
|                 |  |                     |  |     |
| BR              |  | Zbigniew Długosz    |  | 83' |
| OB              |  | Jerzy Stańczak      |  |     |
| OB              |  | Zbigniew Kozłowski  |  |     |
| OB              |  | Leszek Piekarczyk   |  |     |
| OB              |  | Zbigniew Czepan     |  |     |
| PO              |  | Marek Włoch         |  |     |
| PO              |  | Zenon Kasztelan     |  |     |
| PO              |  | Leszek Wolski       |  |     |
| PO              |  | Dariusz Krupa       |  | 60' |
| NA              |  | Zbigniew Stelmasiak |  |     |
| NA              |  | Janusz Turowski     |  |     |
| Zmiany:         |  |                     |  |     |
| BR              |  | Marek Szczech       |  | 83' |
| NA              |  | Benon Szostakowski  |  | 60' |
| Trener:         |  |                     |  |     |
| Jerzy Kopa      |  |                     |  |     |

| Puchar Polski w piłce nożnej 1980/1981 Zwycięzcy |
| ------------------------------------------------ |
| Legia Warszawa 7. Tytuł                          |